# En dreng med diagnoser
|  | Denne artikel er oprettet af botten Steenthbot ud fra en ekstern database. Den kan derfor have sproglige fejl eller mangler. Denne skabelon kan fjernes efter kontrol af indholdet. |

En dreng med diagnoser er en dansk dokumentarfilm fra 2012.

## Handling
Lars er far til 13-årige Silas, som har omfattende udviklingsforstyrrelser. En dag opdager Lars en 91-årige psykologiprofessor i Jerusalem, som gennem sit arbejde med traumatiserede Holocaustbørn fandt en ny metode til at udvikle børns kognitive færdigheder. Lars rejser til Jerusalem i håb om at finde nye veje for sin dreng.